# Hemanta Kumar Mukhopadhyay
Hemanta Kumar Mukhopadhyay (Bengalí: হেমন্ত কুমার মুখোপাধ্যায়; Hemonto Kumar Mukhopaddhae) (Benarés, 16 de junio de 1920 - Calcuta, 26 de septiembre de 1989), también conocido como Hemanta Mukherjee, fue un cantante, compositor y productor indio de origen bengalí. Interpretó temas musicales para películas en lengua Hindi bajo el nombre de Hemant Kumar.

## Biografía
Hemanta nació en la ciudad de Benarés, India, aunque su familia procedía de una aldea llamada Bahru en Bengala Occidental. Ellos emigraron a Calcuta a principios de la década de los años 20. Hemanta creció allí y asistió a una institución escolar de la zona de Bhowanipore, llamada Mitra. Allí se encontró con su viejo amigo, Subhas Mukhopadhyay, quien más tarde se convirtió en un poeta bengalí. Después de pasar los exámenes intermedios (12 º grado), cursó en la Universidad de Jadavpur Hemanta para matricularse en la carrera de ingeniería. Sin embargo, dejó sus estudios académicos para seguir una carrera musical, a pesar de la objeción de sus padres. Hizo un breve intento para dedicarse a la literatura y también publicó un cuento corto en una prestigiosa revista bengalí llamada Desh, pero a finales de los años 1930, se había comprometido finalmente con una carrera musical.

## Filmografía y composición en inglés
- 1972: Siddhartha

## Filmografía y composición en bengalí
Total de número de filmaciones: 138
- 1947: Abhiyatri, Purbaraag.
- 1948: Bhuli Naai, Padma Pramatta Nadi, Priyatama.
- 1949: Diner Par Din, '42, Sandipan Pathshala, Swami.
- 1951: Jighansa, Paritran
- 1952: Swapno O Samadhi-(Jointly with Khagen Dasgupta.)
- 1955: Shapmochan
- 1956: Suryamukhi
- 1957: Shesh Parichay, Taser Ghar, Harano Sur
- 1958: Lukochuri, Shikar, Surjatoran, Joutuk, Neel Akasher Neechey.
- 1959: Deep Jwele Jaai, Khelaghar, Marutirtha Hinglaj, Sonar Harin, Kshaniker Atithi.
- 1960: Baishey Shravan, Gariber Meye, Kuhak, Khoka Babur Prayabartan, Shesh Paryanta.
- 1961: Dui Bhai, Agni Sanskar, Madhya Rater Tara, Punashcha, Saptapadi, Sathi Hara, Swaralipi.
- 1962: Atal Jaler Ahwan, Agun, Dada Thakur, Hansuli Banker Upakatha, Nabadiganta.
- 1963: Badshah, Barnachora, Ek Tukro Agun, High Heel, Palatak, Saat Pake Bandha, Shesh Prahar, Tridhara.
- 1964: Arohi, Bibhas, Natun Tirtha, Pratinidhi, Prabhater Rang, Swarga Hotey Biday, Sindure Megh.
- 1965: Alor Pipasa, Ek Tuku Basa, Ek Tuku Chhonya Lage, Suryatapa.
- 1966: Kanch Kata Hirey, Manihar.
- 1967: Balika Badhu, Dushtu Prajapati, Nayika Sangbad, Ajana Shapath.
- 1968: Adwitya, Baghini, Hansamithun, Jiban Sangeet, Panchasar, Parisodh.
- 1969: Chena Achena, Man Niye, Parineeta, Shuk Sari.
- 1970: Deshbandhu Chittaranjan, Duti Mon.
- 1971: Kuheli, Malayadan, Nabarag, Nimantran, Sansar, Mahabiplabi Arabindo.
- 1972: Anindita, Shriman Prithviraj.
- 1974: Bikele Bhorer Phool, Thagini, Phuleshwari.
- 1975: Agniswar, Mohan Baganer Meye, Nishi Mrigaya, Raag Anuraag, Sansar Simantey.
- 1976: Banhi Sikha, Datta, Sankhabish, Pratisruti.
- 1977: Din Amader, Hatey Roilo Tin, Mantramugdha, Pratima, Proxy, Rajani, Sanai, Shesh Raksha, Swati.
- 1978: Ganadevta, Nadi Theke Sagare, Pranay Pasha.
- 1979: Shahar Theke Dooray, Nauka Dubi.
- 1980: Bandhan, Dadar Kirti, Paka Dekha, Pankhiraj, Shesh Bichar.
- 1981: Kapal Kundala, Khelar Putul, Meghmukti, Subarna Golak.
- 1982: Chhoto Maa, Chhut, Uttar Meleni, Pratiksha.
- 1983: Amar Geeti, Rajeshwari.
- 1984: Agni Shuddhi, Ajantay, Bishabriksha, Didi, Madhuban, Suryatrishna.
- 1985: Bhalobasa Bhalobasa, Tagari.
- 1986: Pathbhola, Ashirwad.
- 1987: Pratibha, Tunibou, Agaman, Boba sanai, Parasmani, Surer Sathi.

## Filmografía y composición en Hindi
- A: Anand Math, Anjaan, Anupama, Arab Ka Saudagar.
- B: Bahu, Bandhan, Bandi, Bandish, Bees Saal Baad, Bees Saal Pehle, Bhagwat Mahima, Bin Badal Barsaat, Biwi Aur Makaan.
- C: Chand, Champakali.
- D: Daku Ki Ladki, Do Dil, Do Dooni Char, Do Ladke Dono Kadke, Do Mastane, Durgesh Nandini, Duniya Jhukti Hai, Devi Choudhurani.
- E: Ek hi Raasta, Ek Jhalak.
- F: Ferry, Faraar, Fashion.
- G: Girl Friend
- H: Hamara Watan, Hill Station, Hum Bhi Insaan Hai.
- I: Inspector
- J: Jagriti
- K: Khamoshi, Kohraa, Kitna Badal Gaya Insaan.
- L: Lagan, Laalten, Love in Canada.
- M: Maa Beta, Majhli Didi, Miss Mary.
- N: Nagin
- P: Payal, Police
- R: Rahgeer
- S: Sahara, Sahib Bibi Aur Ghulam, Samrat, Sannata, Shart.
- T: Taj
- U: Us Raat Ke Baad
- Y: Yahudi Ki Ladki

## Otras composiciones y filmografías
- Ayel Basant Bahar (1961)
- Balma Bada Nadaan (1964)